# Astropecten pusillus
Astropecten pusillus är en sjöstjärneart som beskrevs av Sluiter 1889. Astropecten pusillus ingår i släktet Astropecten och familjen kamsjöstjärnor. Inga underarter finns listade i Catalogue of Life.